# La Loi de Murphy (série télévisée)
Pour les articles homonymes, voir Loi de Murphy (homonymie) et Murphy's Law.
La Loi de Murphy (Murphy's Law) est une série télévisée britannique en 23 épisodes de 60 minutes, créée par Colin Bateman et diffusée entre le 24 septembre 2001 et le 3 octobre 2007 sur le réseau BBC One. En France, la série a été diffusée à partir du 28 mars 2006 sur France 4 et à partir du 5 mars 2013 sur Numéro 23.

## Synopsis
À la suite de l'assassinat de sa fille, Thomas Murphy (James Nesbitt) est un flic complètement dépressif. Ses supérieurs lui donnent la possibilité de sauver sa carrière, malgré une évaluation psychiatrique négative, en lui proposant d'infiltrer un gang. Mais cette mission n'est pas sans danger...

## Distribution
- James Nesbitt : Thomas Murphy
- Claudia Harrison : Annie Guthrie (Saison 1)
- Del Synott : Alan Carter (Saisons 1 et 2)
- Mark Benton : Père McBride (Saisons 1 et 2)
- Sarah Berger : Hilary Clark (Saison 2)
- Mark Womack : Dave Callard (Saison 3)
- Owen Teale : Paul Allison (Saison 3)
- Michael Feast : Inspecteur Rees (Saison 3)
- Michael Fassbender : Caz Miller (Saison 3)
- Ramon Tikaram : Richard Holloway (Saison 3)
- Georgia Mackenzie : Ellie Holloway (Saison 3)
- Shaun Dooley : Inspecteur Ollington (Saison 3)
- Larry Lamb : George Garvey (Saison 3)
- Liam Cunningham : Drew Johnstone (Saison 4)
- Brian McCardie (en) : Billy Johnstone (Saison 4)
- Emil Marwa : Bash (Saison 4)
- Francis Magee : Inspecteur Warren (Saison 4)
- Christopher Fulford : Mark Baker (Saison 5)
- Andrea Lowe : Kim Goodall (Saison 5)
- Robbie Gee : John Atwood (Saison 5)
- Ian Redford : Ken Bowry (Saison 5)
- Jessica Oyelowo : Jackie Cole (Saison 5)
- Tim Dantay : Mitch Kershaw (Saison 5)
- Michael Klesic : Milos (Saison 5)
- Joe Hanley : Branko (Saison 5)
- Robert Zawadski : Miroljub (Saison 5)

## Épisodes

### Pilote (2003)
| N° | #  | Titre        | Réalisation | Scénario | Première diffusion                 |
| -- | -- | ------------ | ----------- | -------- | ---------------------------------- |
| 01 | 01 | Infiltration |             |          | France : 28 mars 2006 sur France 4 |
|    |    |              |             |          |                                    |

### Première saison (2003)
| N° | #  | Titre                         | Réalisation      | Scénario      | Première diffusion                                                         |
| -- | -- | ----------------------------- | ---------------- | ------------- | -------------------------------------------------------------------------- |
| 01 | 01 | Electric Bill                 | Peter Lydon      | Colin Bateman | Royaume-Uni : 28 avril 2003 sur BBC One France : 4 avril 2006 sur France 4 |
|    |    |                               |                  |               |                                                                            |
| 02 | 02 | Irish Snooker Manic Munday    | Peter Lydon      | Colin Bateman | Royaume-Uni : 5 mai 2003 sur BBC One France : 18 avril 2006 sur France 4   |
|    |    |                               |                  |               |                                                                            |
| 03 | 03 | Réunion                       | Maurice Phillips | Colin Bateman | Royaume-Uni : 5 mai 2003 sur BBC One France : 25 avril 2006 sur France 4   |
|    |    |                               |                  |               |                                                                            |
| 04 | 04 | liaison Fatales Kiss and Tell | Menhaj Huda      | Colin Bateman | Royaume-Uni : 19 mai 2003 sur BBC One France : 11 avril 2006 sur France 4  |
|    |    |                               |                  |               |                                                                            |

### Deuxième saison (2004)
| N° | #  | Titre                                   | Réalisation | Scénario      | Première diffusion                                                       |
| -- | -- | --------------------------------------- | ----------- | ------------- | ------------------------------------------------------------------------ |
| 01 | 01 | Jack l'éventreur Jack's Back            | Brian Kirk  | Colin Bateman | Royaume-Uni : 10 mai 2004 sur BBC One France : 2 mai 2006 sur France 4   |
|    |    |                                         |             |               |                                                                          |
| 02 | 02 | Corruption fatale Bent Moon On The Rise | Brian Kirk  | Colin Bateman | Royaume-Uni : 17 mai 2004 sur BBC One France : 2 mai 2006 sur France 4   |
|    |    |                                         |             |               |                                                                          |
| 03 | 03 | Trafics en famille Ringers              | Ed Fraiman  |               | Royaume-Uni : 24 mai 2004 sur BBC One France : 9 mai 2006 sur France 4   |
| 04 | 04 | Alice Go Ask Alice                      | Ed Fraiman  |               | Royaume-Uni : 31 mai 2004 sur BBC One France : 9 mai 2006 sur France 4   |
|    |    |                                         |             |               |                                                                          |
| 05 | 05 | Meurtre au couvent Convent              | Philip John |               | Royaume-Uni : 7 juin 2004 sur BBC One France : 16 mai 2006 sur France 4  |
|    |    |                                         |             |               |                                                                          |
| 06 | 06 | Vengeance The Group                     | Philip John |               | Royaume-Uni : 14 juin 2004 sur BBC One France : 16 mai 2006 sur France 4 |
|    |    |                                         |             |               |                                                                          |

### Troisième saison (2005)
| N° | #  | Titre                                 | Réalisation       | Scénario      | Première diffusion                                                       |
| -- | -- | ------------------------------------- | ----------------- | ------------- | ------------------------------------------------------------------------ |
| 01 | 01 | Regard d'adieu The Goodbye Look       | Brian Kirk        | Colin Bateman | Royaume-Uni : 26 mai 2005 sur BBC One France : 23 mai 2006 sur France 4  |
|    |    |                                       |                   |               |                                                                          |
| 02 | 02 | Crime désorganisé Disorganised Crime  | Andy Goddard      | Simon Donald  | Royaume-Uni : 2 juin 2005 sur BBC One France : 23 mai 2006 sur France 4  |
|    |    |                                       |                   |               |                                                                          |
| 03 | 03 | Fausse monnaie Strongbox              | Brian Kirk        | Colin Bateman | Royaume-Uni : 9 juin 2005 sur BBC One France : 30 mai 2006 sur France 4  |
| 04 | 04 | Mission sans fin Extra Mile           | Andy Goddard      | Colin Bateman | Royaume-Uni : 16 juin 2005 sur BBC One France : 30 mai 2006 sur France 4 |
|    |    |                                       |                   |               |                                                                          |
| 05 | 05 | Soirée entre hommes Boy's Night Out   | Richard Standeven | Colin Bateman | Royaume-Uni : 30 juin 2005 sur BBC One France : 6 juin 2006 sur France 4 |
|    |    |                                       |                   |               |                                                                          |
| 06 | 06 | Garde à vue Hard Boiled Eggs and Nuts | Richard Standeven | Colin Bateman | Royaume-Uni : 30 juin 2005 sur BBC One France : 6 juin 2006 sur France 4 |
|    |    |                                       |                   |               |                                                                          |

### Quatrième saison (2006)
| N° | #  | Titre                               | Réalisation   | Scénario     | Première diffusion                     |
| -- | -- | ----------------------------------- | ------------- | ------------ | -------------------------------------- |
| 01 | 01 | Titre français inconnu Exile        | Colm McCarthy | Allan Cubitt | Royaume-Uni : 27 aout 2006 sur BBC One |
|    |    |                                     |               |              |                                        |
| 02 | 02 | Titre français inconnu Hare Trigger | Colm McCarthy | Allan Cubitt | Royaume-Uni : 28 aout 2006 sur BBC One |
|    |    |                                     |               |              |                                        |
| 03 | 03 | Titre français inconnu Strike Out   | Colm McCarthy | Allan Cubitt | Royaume-Uni : 29 aout 2006 sur BBC One |
|    |    |                                     |               |              |                                        |

### Cinquième saison (2007)
| N° | #  | Titre                                                   | Réalisation   | Scénario      | Première diffusion                         |
| -- | -- | ------------------------------------------------------- | ------------- | ------------- | ------------------------------------------ |
| 01 | 01 | Titre français inconnu (Part 1) Food Chain (Part One)   | Colm McCarthy | Colin Bateman | Royaume-Uni : 1er octobre 2007 sur BBC One |
|    |    |                                                         |               |               |                                            |
| 02 | 02 | Titre français inconnu (Part 2) Food Chain (Part Two)   | Colm McCarthy |               | Royaume-Uni : 2 octobre 2007 sur BBC One   |
|    |    |                                                         |               |               |                                            |
| 03 | 03 | Titre français inconnu (Part 3) Food Chain (Part Three) | Colm McCarthy | Russell Lewis | Royaume-Uni : 3 octobre 2007 sur BBC One   |
|    |    |                                                         |               |               |                                            |